# ジギスムント・フォン・プロイセン (1864-1866)
ジギスムント・フォン・プロイセン（ドイツ語: Sigismund von Preußen, 1864年9月15日 - 1866年6月18日）は、プロイセン王国の王族。全名はフランツ・フリードリヒ・ジギスムント（Franz Friedrich Sigismund）。のちのドイツ皇帝フリードリヒ3世の三男。

## 生涯
ジギスムントは1864年9月15日、プロイセン王太子（当時）フリードリヒとその妃でイギリス女王ヴィクトリアの娘であるヴィクトリアの間に第4子として、ポツダムの新宮殿で生まれた。母后ヴィクトリアはジギスムントは兄や姉よりも賢いと感じて将来を期待したが、1866年6月18日に生後21か月にして髄膜炎により新宮殿で死去した。これには当時プロイセンが普墺戦争の最中で、国王ヴィルヘルム1世（のちのドイツ皇帝）が医師をすべて召集していて満足な治療ができなかったせいでもあり、ヴィクトリアはひどく悲しんだという。
ジギスムントの墓所はポツダムの平和教会（Friedenskirche）にある。